# Marie-Laure Ségura
Pour les articles homonymes, voir Segura (homonymie).
Marie-Laure Ségura (née à Evian-les-Bains le 2 mai 1960) est une culturiste française, écrivaine de nouvelles et de chansons sous le pseudonyme de Marla Automne. Elle a été également animatrice radio pendant plusieurs années pour Radio plastic vallée à Oyonnax, puis PFM à Bellignat. Elle vit actuellement dans le Jura, où elle écrit des contes.

## Biographie

### Enfance et formation
Elle est la 7e fille d'une famille de 8 enfants. Son père, Joseph Ségura, issu de l'immigration espagnole, était président du Ski-club d'Evian, où elle cultive son enfance sportive. Elle obtient une licence de psychologie à Grenoble et se marie. Elle part pendant deux ans en Algérie pour le service militaire de son mari, puis tous deux rentrent en France et s'installent dans l'Ain. Il y auront trois enfants.

### 1991 - Débuts du culturisme
Le couple divorce, et Marie-Laure Ségura prend beaucoup de poids du fait de ses trois grossesses : elle se tourne donc à nouveau vers le sport et la compétition pour « reprendre sa vie en main ». Elle débute le culturisme en 1991, et remporte un premier titre local (Dauphiné-Savoie) en 1993. Elle se qualifie ainsi au Championnat de France, où elle arrive 3e, puis à un Grand prix international à Paris, où elle arrive également 3e. Encouragée par ces premiers résultats, elle décide de prendre de la masse musculaire pour passer en catégorie + 57 kg, et devient ainsi championne de France en 1996.

### 1997-2000 - Reconnaissance internationale
L'année 1997 est une année de rayonnement particulier pour elle, puisqu'elle remporte trois titres (Championne de France en Couple, Championne d'Europe, Vice-championne du monde à Anvers) et passe plusieurs fois à la télévision, pour des portraits (TLM, France 3 dans le reportage de Laurent Guillaume, puis dans l'émission La Vie d'Ici d'Alain Fauritte) ou bien dans des émissions de divertissement (elle apparaît aux côtés de Carlos dans l'émission Qui est qui),.
Les années suivantes, elle remporte plusieurs titres mondiaux par équipe et en couple dans l'équipe de France de la FFHMDA pour les compétitions FNMBB ; elle se classe vice-championne du monde FNMBB en individuel et à la Coupe internationale de Leeds trois années consécutives en 1997, 1998 et 1999.

### Activité médiatique et artistique
Le magazine Body Fitness lui consacre cinq pages, où elle fait un autoportrait dans une langue très vive. Elle y détaille son parcours sportif, son rituel d'entraînement et ses activités artistiques, accompagnée de photographies de ses compétitions ou de shootings en tant que modèle, comme devant l'objectif d'Henri Maubourg ou Angel Morosato. Elle y parle aussi de sa passion pour le cinéma, notamment les films à effets spéciaux, pour lesquels elle a écrit des scénarios restés inédits, ainsi que pour la chanson française, la musique classique, et le Hard-Rock FM Mélodique, genre qui occupait sa chronique dans une radio locale oyonnaxienne,.
Elle est aussi invitée dans plusieurs émissions de divertissement, en raison de son physique exceptionnel, comme Qui est qui ? ou Drôle de jeu.
En janvier 2000, elle est invitée sur le plateau de C'est mon choix "Je suis une femme culturiste", accompagnée de son père, Joseph Ségura. Elle y partage un rapport au monde très ouvert, fondé sur l'acceptation de soi et l'acceptation de l'autre, et interroge les archétypes de genres.
Elle a également une pratique de l'écriture et de la chanson sous le pseudonyme de Marla Automne.
En 1994, elle remporte le prix SACEM "Auteur-interprète" à Annecy pour le titre "Androgène-Androgyne". Puis, en 1996, elle remporte le prix du jury pour le 1er Festival d’artistes clowns et amuseurs amateurs de la Plastic Vallée Oyonnax, avec son titre "Flamme de femme".
En 1995, elle remporte avec la nouvelle Pas'pa le prix du premier écrit de Rillieux-la-Pape
Elle se consacre aujourd'hui à l'écriture de contes pour enfants dans le Jura comme Le Chevalier de Cancoillotte écrit pour la maison de l'enfance à Saint-Amour en 2018.

## Palmarès

### PalmarèsFFHMDA

#### 1993
Championne Dauphiné Savoie -57kg - La Tour du Pin

#### 1995
Championne Dauphiné Savoie -57kg - La Tour du Pin

Troisième Finale France -57kg - Paris

Troisième Grand Prix International de la ville de Paris +52kg - Paris Bidassoa.

#### 1996
Vice-Championne de Paris +52kg - Paris Bidassoa

Championne de France +57kg - Bordeaux

#### 1997
Troisième - Finale France .57kg - Bordeaux

Première - Finale France Couple avec Rémi de Lemos.

### Palmarès avec l'équipe de FranceFFHMDA: Compétitions FNMBB

#### 1996
Championne du Monde par Equipe - Thiais - 14 décembre

Troisième individuel Monde +52kg

#### 1997
Championne d'Europe par équipe - Barcelone - 14 juin

Championne d'Europe individuelle +57kg

#### 1998
Vice-Championne du Monde  individuelle

Championne du Monde en couple avec Pascal Breton

Championne du Monde par équipe

### Coupe internationale

#### 1999 (Leeds)
Vice-Championne du Monde  individuelle

Vice-Championne du Monde en couple avec Pascal Breton